# Gran Premio Udmurtskaya Pravda
El Gran Premio Udmurtskaya Pravda, conocida también como Udmurt Republic Stage Race, es una competición ciclista por etapas que se disputa en Rusia. 
Desde 2014 forma parte del UCI Europe Tour, en categoría 2.2. (última categoría del profesionalismo).

## Palmarés
| Año                     | Ganador             | Segundo            | Tercero                      |
| ----------------------- | ------------------- | ------------------ | ---------------------------- |
| ediciones amateur       |                     |                    |                              |
| 1951                    | Vladimir Osintsev   |                    |                              |
| 1971                    | Faat Hasaev         |                    |                              |
| 1972                    | Alexander Shashin   |                    |                              |
| 1973                    | Oleg Blinov         |                    |                              |
| 1974                    | Alexander Shashin   |                    |                              |
| 1975                    | Vladimir Petrov     |                    |                              |
| 1976                    | Vladimir Petrov     |                    |                              |
| 1977                    | Alexander Shashin   |                    |                              |
| 1978                    | Vladimir Petrov     |                    |                              |
| 1979                    | Vladimir Petrov     |                    |                              |
| 1980                    | Vladimir Petrov     |                    |                              |
| 1981                    | Vyacheslav Kharin   |                    |                              |
| 1982                    | Vyacheslav Kharin   |                    |                              |
| 1983                    | Michael Kharkovsiy  |                    |                              |
| 1984                    | Mikhail Sitnikov    |                    |                              |
| 1985                    | Sergei Yuriev       |                    |                              |
| 1986                    | Mikhail Sitnikov    |                    |                              |
| 1987                    | Mikhail Sitnikov    |                    |                              |
| 1988                    | Mikhail Sitnikov    |                    |                              |
| 1989                    | Nicholas Galician   |                    |                              |
| 1990                    | Sergei Yuriev       |                    |                              |
| 1991                    | Igor Ponomarev      |                    |                              |
| 1992                    | Sergey Autko        |                    |                              |
| 1993                    | Andrey Sivakov      |                    |                              |
| 1994                    | Sergei Sedun        |                    |                              |
| 1995                    | Ivan Prutsky        |                    |                              |
| 1996                    | Rudolf Hamzin       |                    |                              |
| 1997                    | Sergey Sartasov     |                    |                              |
| 1998                    | Nikolay Markov      |                    |                              |
| 1999                    | Sergey Lambin       |                    |                              |
| 2000                    | Alexander Kiselev   |                    |                              |
| 2001                    | Andrey Mironov      |                    |                              |
| 2002                    | Eugeni Zhadkevich   | Sergey Sergeev     | Alexander Kiselev            |
| 2003                    | Ilja Krestianinov   | Alexander Filippov | Vitaly Spiridonov            |
| 2004                    | Alexander Filippov  |                    | Anton Gogolev                |
| 2005                    | Ilja Krestianinov   |                    |                              |
| 2006                    | Nikita Yeskov       | Mijaíl Antónov     |                              |
| 2007                    | Nikita Novikov      | Alexander Lebedev  | Viacheslav Vilkov            |
| 2008                    | Anton Samokhvalov   | Serguéi Shílov     | Kirill Andrejewitsch Baranow |
| 2009                    | Mijaíl Antónov      | Vladimir Likhachev | Aleksandr Porsev             |
| 2010                    | Maksim Rázumov      | Maksim Pokídov     | Sergey Belykh                |
| 2011                    | Dimitry Samokhvalov | Aleksandr Arekeyev | Sergey Pomoshnikov           |
| 2012                    | Alexander Budaragin | Kirill Chuporshnev | Maxim Kondrashov             |
| 2013                    | Anton Samokhvalov   | Evgeny Bachyn      | Sergey Belykh                |
| ediciones profesionales |                     |                    |                              |
| 2014                    | Artur Yershov       | Serguéi Klímov     | Yuriy Agarkov                |
| 2015                    | Kirill Zaharov      | Evgeny Zverkov     | Alexander Zdanov             |
| 2016                    | Anton Samokhvalov   | Alexander Zdanov   | Evgeny Zotov                 |
| 2017                    | Igor Sidorov        | Gleb Kugayevsky    | Alexander Zdanov             |
| 2018                    | Evgeny Zverkov      | Denis Kalashnikov  | Aleksandr Komin              |

## Palmarés por países
| País            | Victorias |
| --------------- | --------- |
| Rusia           | 27        |
| Unión Soviética | 22        |